# 青山宏
青山 宏（あおやま ひろし、1923年1月11日 - 没年不明）は昭和の戦後映画界で活躍した俳優。本名は青山 千太郎。ぷろだくしょん森に所属していた。

## 略歴
東京府東京市生まれ。大阪府にて広告会社の経営をしている父の元裕福な家庭で過ごす。1934年、関西新派に子役として入社。1948年2月に松竹下加茂撮影所に入社するが、主演をはれる程ではなかった。撮影所の都合で京都、大船などに移り住む。代表作品は堀内真直監督作品「父帰る」（1952年、松竹）。テレビでは、水戸黄門など主に時代劇の脇役者としても活躍した。父の経営している広告会社である新通の役員就任。

## 出演作品
- 夜の女たち（1948年、溝口健二監督作品）- 不良学生・北川
- 武装警官隊（1948年、大曾根辰夫監督作品）- 白鼠の孝
- 陽気な街（1948年、大曾根辰夫監督作品）- 春さん
- わが恋は燃えぬ（1949年、溝口健二監督作品）- 壮士
- 母呼ぶ鳥（1949年、高木孝一監督作品）- 若い衆・清吉
- 薔薇はなぜ紅い（1949年、大曾根辰夫監督作品）- 三谷孝作
- 今宵別れて（1949年、高木孝一監督作品）- 常吉
- 破れ太鼓（1949年、木下恵介監督作品）- 洗濯屋
- 母の調べ（1950年、高木孝一監督作品）- 水上宏
- 乙女の聖典（1950年、大庭秀雄監督作品）- 河合
- 薔薇合戦（1950年、成瀬巳喜男監督作品）- 尾関
- 黒い花（1950年、大曾根辰夫監督作品）- グレン隊イノシシ
- とんぼ帰り道中（1950年、斎藤寅次郎監督作品）- 佐平治の子分・松助
- おぼろ駕篭（1951年、伊藤大輔監督作品）-　若い者・房
- 獣の宿（1951年、大曾根辰夫監督作品）- 健の弟分・次郎
- 恋文裁判（1951年、中村登監督作品）- 吉沢五郎
- 吃七捕物帖一番手柄（1951年、斎藤寅次郎監督作品）- 手代・文七
- 稲妻草紙（1951年、稲垣浩監督作品）- 留公
- 父帰る（1952年、堀内真直監督作品）- 新二郎
- 三百六十五代目の親分（1952年、秋山耕作監督作品）- 鉄三の子分・半助
- ひばり姫初夢道中（1952年、大曾根辰夫監督作品）- 黒鷹城の殿様
- 情火（1952年、大庭秀雄監督作品）- 押上屋
- 花吹く風（1952年、川島雄三監督作品）- 秋山
- 次郎吉娘（1953年、酒井辰雄監督作品）- 浅吉の子分・伝六
- 純潔革命（1953年、川島雄三監督作品）- 雑誌の編集者・森本直樹
- 鞍馬天狗 青面夜叉（1953年、野村芳太郎監督作品）- 満太
- 山を守る兄弟（1953年、松田定次監督作品）- 仁吉
- 遊侠夫婦笠（1953年、堀内真直監督作品）- 大工の辰五郎
- あばれ獅子（1953年、大曾根辰夫監督作品）- 若者
- 快盗三人吉三（1954年、冬島泰三監督作品）- 忠七
- 美男天狗党（1954年、内出好文監督作品）- 下妻新太
- 風来坊（1954年、福田晴一監督作品）- 政太郎
- 最後の江戸っ子（1954年、滝内康雄監督作品）- 栄三郎
- びっくり五十三次（1954年、野村芳太郎監督作品）- お夏の恋人・銀次
- 忠臣蔵 花の巻・雪の巻（1954年、大曾根辰夫監督作品）- 前原伊助
- 地獄の花束（1954年、芦原正監督作品）- 河童の勇
- 水戸黄門漫遊記 天晴れ浮世道中（1954年、酒井辰雄監督作品）- 水谷出羽守
- 七変化狸御殿（1954年、大曾根辰夫監督作品）- 黒助
- 喧嘩鴉（1954年、堀内真直監督作品）- 松井田吉五郎の子分
- 酔いどれ囃子（1955年、滝内康雄監督作品）- 蝙蝠の吉太郎
- 妙法院勘八（1955年、芦原正監督作品）- 政吉
- 風雲日月双紙（1955年、酒井辰雄監督作品）- 千太郎
- 奥様多忙（1955年、穂積利昌監督作品）- 丸田菊夫
- 八州遊侠伝 源太あばれ笠（1955年、岩間鶴夫監督作品）- 留吉
- 獄門帳（1954年、大曾根辰保監督作品）- 京吉
- 元禄名槍伝 豪快一代男（1955年、芦原正監督作品）- 横綱の三公
- 荒木又右衛門（1955年、堀内真直監督作品）- 孫右衛門
- 若き日の千葉周作（1955年、酒井辰雄監督作品）- 与え吉
- 絵島生島（1955年、大庭秀雄監督作品）- 清七
- 元禄美少年緑（1955年、伊藤大輔監督作品）
- 大江戸出世双六（1955年、福田晴一監督作品）- 勝田久之進
- 「少年宮本武蔵」より晴れ姿稚児の剣法（1956年、酒井辰雄監督作品）- 鴨甚太郎
- 涙の花道（1956年、堀内真直監督作品）- 大三郎
- 父と子と母（1956年、井上和男監督作品）- 植辰
- 続二等兵物語 五里霧中の巻（1956年、福田晴一監督作品）- 桜井二等兵
- 女難屋敷（1956年、堀内真直監督作品）- 銀次
- 怪盗鼠小僧 祭りに消えた男（1956年、倉橋良介監督作品）- ふぐ寅
- 続二等兵物語 南方孤島の巻（1956年、福田晴一監督作品）- 大石二等兵
- 阪妻追善記念映画 京洛五人男（1956年、大曾根辰保監督作品）- 伊八
- 紀州の暴れん坊（1956年、酒井辰雄監督作品）- 近習左近
- 酔いどれ牡丹 前編・地獄の使者 後編・深夜の美女（1956年、荒井良平監督作品）- 呑み込みの紋太
- 相馬の唄祭（1956年、酒井辰雄監督作品）- ゴマの蝿の与吉
- 女だけの街（1957年、内川清一郎監督作品）- 運転手・チビ助
- 続二等兵物語 決戦体制の巻（1957年、福田晴一監督作品）- 久保上等兵
- 折鶴さんど傘（1957年、福田晴一監督作品）- 重三郎の子分
- 赤城の血煙 国定忠治（1957年、福田晴一監督作品）- 庄助
- 淑女夜河を渡る（1957年、内川清一郎監督作品）- 光
- 大忠臣蔵（1957年、大曾根辰保監督作品）- 村松三太夫
- 次郎長外伝 石松と追分三五郎（1957年、倉橋良介監督作品）- 小政
- お富と切られ与三郎（1957年、酒井辰雄監督作品）- 海松杭の松
- 侍ニッポン（1957年、大曾根辰保監督作品）- 山崎信之介
- 赤城の子守唄（1957年、芦原正監督作品）- 八寸の才市
- 七人の女掏摸（1958年、堀内真直監督作品）- 銀次
- 清水の佐太郎（1958年、酒井辰雄監督作品）- 金太
- 勇み肌千両男（1958年、倉橋良介監督作品）- い組の金太
- 花のうず潮（1958年、大庭秀雄監督作品）- 浅井幸吉
- 欲（1958年、五所平之助監督作品）- 久太
- 呪いの笛（1958年、酒井辰雄監督作品）- 金太斉
- 浮世風呂（1958年、木村恵吾監督作品）- 金太
- 七人若衆誕生（1958年、倉橋良介監督作品）- 三次
- 大東京誕生 大江戸の鐘（1958年、大曾根辰保監督作品）- 糸永昌平
- 妻恋道中（1958年、的井邦雄監督作品）- 紋平
- 大盗小盗（1958年、酒井欣也監督作品）- 草双紙の役人
- 花は嘆かず（1958年、穂積利昌監督作品）- 谷
- 七人若衆大いに売り出す（1958年、倉橋良介監督作品）- 三下長吉
- 伴淳のおじいちゃん（1959年、永塩良輔監督作品）- 川口喜六
- 伝七捕物帖 女肌地獄（1959年、酒井欣也監督作品）- 不死身の鉄
- かた破り道中記（1959年、福田晴一監督作品）- 与七
- 修羅桜（1959年、大曾根辰保監督作品）- 由松
- 妻の勲章（1959年、内川清一郎監督作品）- 新聞記者
- 伴淳の三等校長（1959年、永塩良輔監督作品）- 若い先生
- 荒海に挑む男一匹 紀の国屋文左衛門（1959年、渡辺邦男監督作品）- 南海屋大番頭惣吉
- 伝七捕物帖 幽霊飛脚（1959年、酒井欣也監督作品）- 笹山鶴之丞
- 花の幡随院（1959年、大曾根辰保監督作品）- 丑松
- 伴淳・アチャコのおやじ教育（1959年、酒井欣也監督作品）- 佐藤
- 新二等兵物語 吹けよ神風の巻（1959年、福田晴一監督作品）- 岩佐二等兵
- パイナップル部隊（1959年、内川清一郎監督作品）- 熊谷
- 「通夜の客」より わが愛（1960年、五所平之助監督作品）- 加久
- 朱の花粉（1960年、大庭秀雄監督作品）- 塩見
- 越後獅子祭（1960年、渡辺邦男監督作品）- 善太
- 江戸の顔役（1960年、酒井欣也監督作品）- 清七
- 新二等兵物語 敵中横断の巻（1960年、福田晴一監督作品）- 諸木上等兵
- 番頭はんと丁稚どん（1960年、酒井欣也監督作品）- 花岡
- 流転（1960年、福田晴一監督作品）- 料理人アキヤン
- はったり二挺拳銃（1960年、福田晴一監督作品）- 吉田茂
- 親バカ子バカ（1960年、酒井欣也監督作品）- 近藤
- 中乗り新三 天竜鴉（1960年、山田達雄監督作品）- 亀松
- こつまなんきん（1960年、酒井辰雄監督作品）- 大福物産の山田
- 旗本愚連隊（1960年、福田晴一監督作品）- 大三郎
- 新二等兵物語 めでたく凱旋の巻（1961年、酒井欣也監督作品）- 九堂上等兵
- 第三捜査命令（1961年、福田晴一監督作品）- 竹内
- 続こつまなんきん お香の巻（1961年、酒井辰雄監督作品）- 寒川
- 大阪野郎（1961年、大曾根辰夫監督作品）- 東吉
- 女の橋（1961年、中村登監督作品）- 佐藤経理課長
- ひとり寝（1961年、酒井辰雄監督作品）- 次郎
- 風来先生（1961年、市村泰一監督作品）- 北川先生
- 寛美の三等社員（1961年、酒井欣也監督作品）- 野島課長
- 妻あり子あり友ありて（1961年、井上梅次監督作品）- 谷山五百吉
- 雁ちゃんの警察日記（1962年、酒井欣也監督作品）- 地角定年
- 太陽先生青春記（1962年、的井邦雄監督作品）- 大沢先生
- 求人旅行（1962年、中村登監督作品）- ホテルフロント係
- かあちゃん結婚しろよ（1962年、五所平之助監督作品）- 彦
- 東京さのさ娘（1962年、酒井欣也監督作品）- 杉本孝四郎
- はだしの花嫁（1962年、番匠義彰監督作品）- 池田松吉
- あの橋の畔で 第一部（1962年、野村芳太郎監督作品）- 東洋軽金属の社員
- 裸体（1962年、成澤昌茂監督作品）- 白タクの運転手
- 泣いて笑った花嫁（1962年、番匠義彰監督作品）- 伊吹春彦
- 空と海の結婚（1962年、高橋治監督作品）- 中国人の夫
- パラキンと九ちゃん 申し訳ない野郎たち（1962年、市村泰一監督作品）- 梶本の秘書
- 彼女に向って突進せよ（1963年、市村泰一監督作品）- 外務省係員
- 恋と出世に強くなれ！（1963年、酒井欣也監督作品）- 人事課員
- つむじ風（1963年、中村登監督作品）- 銭湯の客
- 島育ち（1963年、八木美津雄監督作品）- バスの運転手
- 舞妓はん（1963年、市村泰一監督作品）- 北島
- 死闘の伝説（1963年、木下恵介監督作品）- 巡査
- 結婚の設計（1963年、八木美津雄監督作品）- 自動車教習員
- 寝言泥棒（1964年、堀内真直監督作品）- 川上記者
- 花の舞妓はん（1964年、市村泰一監督作品）- 運転手
- 三匹の侍（1964年、五社英雄監督作品）- 可合哲蔵
- 暗殺（1964年、篠田正浩監督作品）- 三吉
- 戦場の野郎ども（1964年、堀内真直監督作品）- 黒川
- コレラの城（1964年、菊池靖・丹波哲郎監督作品）- 虚無僧
- 五瓣の椿（1964年、野村芳太郎監督作品）- 嘉助
- この声なき叫び（1965年、市村泰一監督作品）- クリーニング屋
- すっ飛び野郎（1965年、市村泰一監督作品）- 一平
- ぜったい多数（1965年、中村登監督作品）- 山根
- 姿三四郎（1965年、宝塚映画＝黒澤プロ、内川清一郎監督作品）- 新関虎之助
- 喜劇 大親分（1965年、酒井欣也監督作品）- 譲次
- 火の太鼓（1966年、長谷和夫監督作品）- 六助
- 恋と涙の太陽（1966年、井上梅次監督作品）- 鈴木
- 激流（1967年、井上梅次監督作品）- 主事大西
- 望郷と掟（1966年、野村芳太郎監督作品）- 五味
- 濡れた逢いびき（1967年、前田陽一監督作品）- 局員・弓塚
- 男なら振りむくな（1967年、野村芳太郎監督作品）- 矢島知吉
- 昆虫大戦争（1968年、二本松嘉瑞監督作品）- 藤井徹
- スクラップ集団（1968年、田坂具隆監督作品）- 福祉課の職員
- コント５５号と水前寺清子の神様の恋人（1968年、野村芳太郎監督作品）- 辰吉
- 日本暗殺秘録（1969年、東映京都、中島貞夫監督作品）- 川崎長光
- 幕末（1970年、中村プロ、伊藤大輔監督作品）- 弁斉
- こちら５５号応答せよ！危機百発（1970年、野村芳太郎監督作品）- 城南署捜査課長
- 喜劇 命のお値段（1971年、前田陽一監督作品）- 巡査
- 必殺仕掛人（1973年、渡邊祐介監督作品）- 下駄屋の金蔵